# Oswestry
Oswestry (pronunțat /ˈɒzwəstɹɪ/) este un oraș și un district ne-metropolitan din comitatul Shropshire, regiunea West Midlands, Anglia. Districtul are o populație de 39.700 locuitori dintre care 15.613 locuiesc în orașul propriu zis, Oswestry.

## Orașe din district
- Abingdon
- Faringdon
- Wantage